# Kleine Officie van Onze Lieve Vrouw

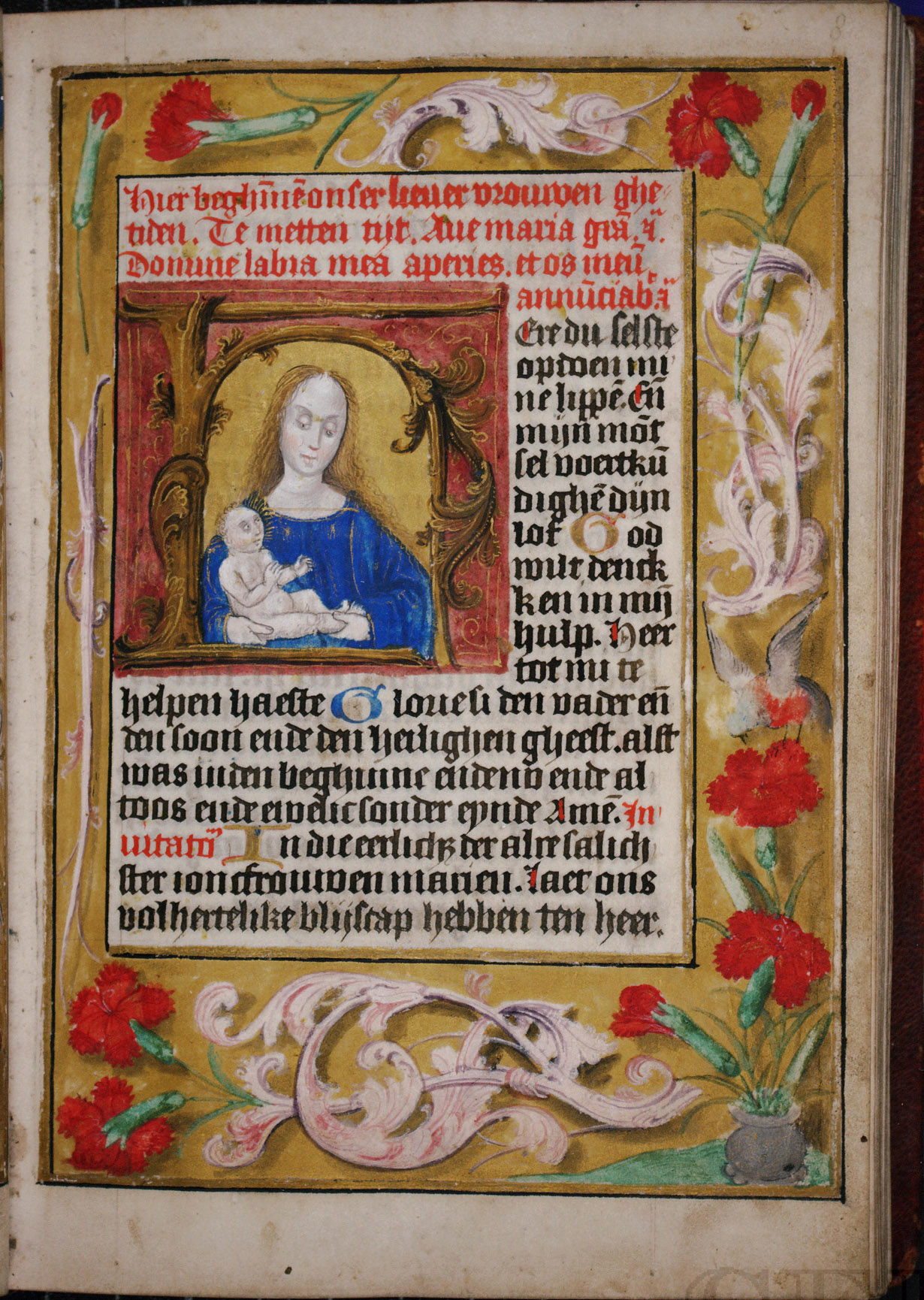
Keulse getijdenboek, begin van de Mariagetijden

Het Kleine Officie van Onze Lieve Vrouw, kortweg Mariagetijden genoemd, vormt de kern van elk getijdenboek. De Mariagetijden bestaan uit een reeks gebeden ter ere van de Heilige Maagd die sinds de negende eeuw gaandeweg aan het koorgebed werden toegevoegd. Van daar vond het zijn weg naar de lekendevotie en naar het getijdenboek. In een aantal ordes, onder meer de Kartuizers, wordt het Kleine Officie van Onze Lieve Vrouw nog steeds gebeden.

## Geschiedenis
Petrus Diaconus (1107–1159), bibliothecaris in de abdij van Montecassino, schreef dat er naast het koorgebed nog een ander officie was dat gebeden werd ter ere van de Maagd Maria en dit volgens een strikte opdracht van paus Zacharias (679-752). Petrus Damiani (1007-1072), vanaf 1043 prior in het klooster van de camaldulenzers te Fonte Avellana, schreef dat het Kleine Officie frequent werd gebeden door de seculiere geestelijkheid in Frankrijk en Italië en ijverde zelf voor de invoering in de kloosters in Italië.
In Cluny werd het ingevoerd op het einde van de elfde eeuw en dan uitsluitend voor gebruik door zieke monniken die het grote koorgebed niet konden bijwonen. In de veertiende eeuw was het Kleine Officie van Onze Lieve Vrouw nagenoeg algemeen verspreid. Het verplicht bidden van het Kleine Officie in de kloosters werd op 9 juli 1568 afgeschaft met de pauselijke bul Quod a nobis van paus Pius V bij zijn hervorming van het getijdengebed.
Er zijn officies voor de Maagd Maria toegeschreven aan Ildefonsus van Toledo (zevende eeuw) en aan Johannes Damascenus (7e-8e eeuw) maar het duurde tot de tiende eeuw eer het Kleine Officie meer algemeen gebruikt ging worden, waarschijnlijk in samenhang met de toenemende devotie voor Onze-Lieve-Vrouw.

## Getijdenboek
Het getijdenboek was het boek waarmee het Kleine Officie van Onze Lieve Vrouw op grote schaal verspreid werd. Het getijdenboek als apart devotieboek, ontstond pas in de dertiende eeuw. Het ontwikkelde zich uit het psalter door toevoeging van delen uit het brevier. De verdeling van de dag in acht gebedsstonden bleef bewaard. Naar analogie met het koorgebed van de monniken werden de dagelijkse gebeden onderverdeeld in metten (matutinum) om middernacht, de lauden (laudes) bij zonsopgang, de vier kleine uren gedurende de dag, de priem (primae) om zes uur ’s morgens, de terts (tertiae) om negen uur, de sext (sextae) om twaalf uur en de none (nonae) om drie uur in de namiddag, de avonduren de vespers (vesperae) werden gebeden om zes uur 's avonds of bij zonsondergang en de completen (completorium) om negen uur ’s avonds of bij het begin van de nacht. Die achtdeling komt ook in de Mariagetijden terug. Het is de bedoeling om acht keer per dag een gedeelte te lezen beginnende bij de metten (die in het kerkelijk officie ’s nachts plaatsvonden) en de lauden bij het opstaan, tot en met de completen voor het slapengaan.

## Gebruik
Het getijdenboek is, zoals eerder gezegd, ontstaan uit het breviarium of brevier, het gebedenboek voor de clerus. Voor het Concilie van Trente (1545-1563) kon elke bisschop het Breviarium opstellen of aanpassen voor zijn eigen diocees en dit werd ook bijna overal gedaan, elke kloosterorde en elk bisdom had zijn eigen Breviarium, vandaar de term ‘voor gebruik in ....’. Dit “gebruik” of de “usus” werd doorgetrokken naar de getijdenboeken.
Pius V (paus van 1566 tot 1572) maakte het gebruik van het Breviarium ‘ad usum Romanum’ verplicht behalve voor die Breviaria die een staat van dienst van meer dan 200 jaar hadden. De Romeinse invloed heeft bijna alle andere vormen doen verdwijnen en is het universele type geworden. Alleen officies voor bisdom gebonden heiligen zijn bewaard gebleven, maar in de oude handschriften die nagenoeg allemaal dateren van voor het concilie, vindt men dus nog verschillen in de volgorde van de gebeden in functie van de “usus”. Op de ‘Tutorial’ van CHD Center for Håndskriftstudier i Danmark wordt de inhoud van de Mariagetijden in functie van de “usus” uitgebreid behandeld.

## Inhoud
In dit hoofdstuk wordt de inhoud van de middeleeuwse getijdenboeken behandeld, die dateren van voor het Concilie van Trente, en niet het hedendaagse getijdengebed in gebruik bij de Rooms-Katholieke Kerk.
De inhoud bestaat uit psalmen, hymnes en gebeden, niet noodzakelijk tot Maria, maar die ter ere van Maria en om haar voorspraak af te smeken worden gereciteerd. Het lezen van de getijden werd normaal voorafgegaan door het bidden van een Ave Maria hoewel dit niet steeds in de tekst is opgenomen maar alleen gerubriceerd werd (zie de afbeelding bovenaan).
Elk getijde bestaat voor het grootste deel uit psalmen, die eventueel worden voorafgegaan en gevolgd door een antifoon. De psalmen worden dikwijls afgesloten met een hymne (lofzang). In de nocturnes worden de psalmen gecombineerd met lezingen uit de Bijbel (lessen of capitula) gevolgd door een of meerdere antwoordverzen (responsoria) en verzen. In een getijde kunnen een of meerdere nocturnes voorkomen, het reciteren ervan is dikwijls gebonden aan de dag van de week. De gebedsstonde wordt meestal afgesloten met een hymne en een aantal afsluitende gebeden of oraties. De functie van de verschillende onderdelen wordt duidelijk gemaakt met opschriften in rode inkt, de rubrieken, die bij het begin van het getijde en van de verschillende gebeden worden toegevoegd.

### Aanhef
Als men door een getijdenboek bladert, kan men opmerken dat alle gebedsstonden beginnen met dezelfde tekst namelijk: “Deus in adiutorium meum intende...”. Bij de metten wordt dit voorafgegaan door “Domine labia mea aperies ...” en bij de completen door “Converte nos deus salutaris noster”. Het eerste uur van de dag waren de metten, meestal gebeden in het midden van de nacht. In de kloosters moest de volledige stilte gerespecteerd worden en bleven de lippen gesloten. Men begon dan ook met te bidden: “Domine labia mea aperies et os meum annunciabit laudem tuam” of in het Middelnederlands “Here du selste opdoen mine lippen. Ende mijn mont sel voertkundighen dijn lof” (aanhef van psalm 69).
Bij elke daaropvolgende gebedsstonde werd de hulp van God afgesmeekt met het: “Deus in adiutorium meum intende, domine adiuvandum me festina” (God wilt dencken in mijn hulp. Heer tot mi te helpen haeste.) Geen schietgebed was in de eerste eeuwen van de kerk zo populair als dit korte gebed. Het drukt nederigheid, erkenning van eigen hulpeloosheid en grenzeloos vertrouwen uit.
Tot slot van de aanhef van elk getijde wordt daarna het “Gloria Patri” gebeden : “Glorie si den vader ende den soon ende den heilighen gheest.alst was inden beghinne ende nu ende altoos ende ewelic sonder eynde Amen”. Dit eerbetoon aan de H. Drievuldigheid zou, in deze vorm, uit de 5e eeuw stammen.

### Metten
Hierna vindt men, als voorbeeld, de samenstelling van de metten uit het Keulse Middelnederlandse getijdenboek. De tekst is in het Middelnederlands gehouden omdat dit ook voor de moderne lezer nog vrij leesbaar is. De nummering van de psalmen is die van de Vulgaat.
- Aanhef
Here du selste opdoen mine lippen...
God wilt dencken in mijn hulp etc.
- Invitatorium
In die eerlicheit der alre salichster ioncfrouwen marien
Ps. 94: Coemt laet ons seer vervruechden ten heer laet ons iubileren gode onsen heilgeuer
- Nocturne[5]
Ps. 8: O Heer onse heer hoe wonderlic is dijn naam over al aertrijc
Antifoon: Ghebenedijt bistu
Ps. 18: Die hemelen wtspreken die glorie gods.
Antifoon: Als wtvercoren mirre gavestu
Ps. 23: Dat aertrijc ende sijn volheit is des heren
Ant.: Voor deser ioncfrouwen beddekijn
Vers: Wide ghestort is die gracie in dinen lippen
Vader Onser
Capitulum: Ghegruet sijtstu maria vol gracie
i. Eerste les
Capitulum:[6] Heylighe ioncfrouwe alre ioncfrouwen moeder
Respons: Heilighe ende onbevlecte maghedom
Vers: Ghebenedijt bistu onder alle wiven
ii. Tweede les
Capitulum: Heilighe gods moeder maria
Respons: Salich bistu maria die den heer droegheste
Respons: Ave Maria
Vers: Ghegruet so sijtstu
iii. Derde les
Capitulum: Heilighe maria die alre hoochste
Respons: Salich bistu heilighe ioncfrou maria
Vers: Bidde voor dat ghemeen volc
- Hymnus Ambrosianus: Di god loven wi di heer belien wi Alle aertrijc eert di ewige vader
- Vers: Die heer sel haer helpen.

De metten hebben geen afsluitende gebeden omdat ze dikwijls onmiddellijk gevolgd werden door de lauden.

### Lauden
De lauden zijn als volgt samengesteld:
- Standaard aanhef: God wilt dencken in mijn hulp etc.
- De psalmen 92, 99, 62, 66
- Kantiek: Benedicite - Canticum trium puerorum Daniel 2,57-88; Benediet den heer alle wercken des heren.
- De psalmen 148, 149 en 150 gevolgd door een antifoon
- Hymne: O Gloriose vrouwe hoghe boven den sterren die di voorsiende sciep
- Kapittel : Als een wijnranc droech ic vruchte soeticheit des roocs
- Vers : God sel haer helpen mit sinen aensichte
- Kantiek : Benedictus - Cant.Zachariae Luc.1,68-79; Ghebenedijt si die heer god van israhel want hi sijn volc ghevandet hevet.
- Antifoon: Eersame ioncfrou gods moeder ioncfrou ewelic maria
- Collecta : Verleen ontfermhertige god hulp onser cranckheit dat wi dye gods moeder

### Kleine getijden
De getijden die overdag gebeden werden, de priem, terts, sext en none waren minder uitgebreid en worden daarom de kleine getijden genoemd. Ze hadden allemaal dezelfde samenstelling, namelijk:
- Standaard aanhef
- Hymne
- Drie psalmen (de groep werd eventueel voorafgegaan door een antifoon)
- Antifoon
- Kapittel + respons en vers
- Diverse gebeden
- Collecta

In de kleine getijden worden de graduaalpsalmen (119-134) gereciteerd, verdeeld over de vier gebedsstonden.

### Vespers
De samenstelling van de vespers is analoog van die van de lauden: aanhef, antifoon, psalmen, antifoon, kapittel, vers, hymne, vers, kantiek (Magnificat), antifoon, gebed tot de Heilige Geest en afsluitende collecta. Het aantal gereciteerde psalmen is echter beduidend groter.

### Completen
Ook de completen verlopen analoog aan de vespers op de verschillende aanhef na. In de plaats van het Magnificat wordt in de completen de Simeonszang gebruikt (Nunc dimittis. Lucas 
.29-32).